# Necmi Gençalp
Necmi Gençalp est un lutteur turc spécialiste de la lutte libre né le 1er janvier 1960.

## Biographie
Lors des Jeux olympiques d'été de 1988, il remporte la médaille d'argent en combattant dans la catégorie des -82 kg.